# گمینا پیلخوویتسه
گمینا پیلخوویتسه (به لهستانی:  Gmina Pilchowice) یک گمینا در لهستان است که در شهرستان گلیویتسه واقع شده‌است. گمینا پیلخوویتسه ۶۷٫۵۱ کیلومتر مربع مساحت و ۱۰٬۲۶۵ نفر جمعیت دارد.